# PhysX
PhysX (МФА: [fɪzɛks], вимовляється [фізікс]) — пропрієтарне сполучне програмне забезпечення (англ. middleware), кросплатформений фізичний рушій для симуляції ряду фізичних явищ, а також комплект засобів розробки (SDK) на його основі. Спочатку розроблявся компанією Ageia для свого фізичного процесора PhysX. Після того, як Ageia була придбана nVidia, рушій перейшов у власність компанії nVidia, яка продовжує його подальшу розробку. nVidia адаптувала рушій для прискорення фізичних розрахунків на своїх графічних чипах з архітектурою CUDA. PhysX може також робити обчислення з використанням звичайного процесора. В даний час PhysX доступний на таких платформах: Windows, Linux, Mac OS X, Wii, PlayStation 3, Xbox 360 (апаратне прискорення можливо тільки на платформі Windows). Рушій використовується в багатьох іграх і активно пропонується для продажу (ліцензування) всім охочим.

## Опис
Програмне забезпечення PhysX SDK дозволяє розробникам ігор уникати написання власного програмного коду для обробки складних фізичних взаємодій в сучасних комп'ютерних іграх. 20 липня 2005 компанія Sony ліцензувала PhysX SDK для використання у своїй ігровій приставці сьомого покоління PlayStation 3. PhysX SDK може використовуватися не тільки в середовищі Microsoft Windows, але також і в Linux, проте підтримка процесора PhysX поки працює тільки для Windows.
На відміну від більшості інших фізичних рушіїв, які поставляються і встановлюються разом з грою, PhysX SDK необхідно встановити окремо. Він встановлюється як окремий драйвер. Якщо на комп'ютері встановлено плату PhysX, то драйвер PhysX SDK при роботі буде використовувати її ресурси. Якщо ж PhysX відсутній, то обчислювальні завдання будуть переноситися на центральний процесор.
Фізичний рушій PhysX SDK складається з трьох головних компонентів з обробки фізики:
- обробка твердих тіл (англ. rigid body);
- обробка тканин (англ. cloth);
- обробка рідин (англ. fluid);

Після установки драйвера PhysX SDK присутня можливість переглянути роботу цих трьох компонентів рушія в дії.
13 лютого 2008 компанія NVIDIA придбала Ageia, в результаті чого PhysX SDK став власністю NVIDIA. Підтримка PhysX SDK була інтегрована в структуру CUDA, для якої вже є безліч драйверів під Linux. Таким чином, необхідність у виділеному фізичному процесорі PhysX пропала. Підтримка PhysX SDK доступна для всіх відеокарт виробництва Nvidia, починаючи з серії 8ххх. Фізичний рушій PhysX SDK тепер відомий як NVIDIA PhysX SDK.
У березні 2008 року Nvidia заявила, що зробить PhysX SDK відкритим стандартом, доступним для всіх охочих. 24 липня 2008 стало відомо, що Nvidia випустить WHQL-сертифікований драйвер ForceWare з підтримкою прискорення фізики 5 серпня 2008.
У зв'язку з припиненням підтримки Havok FX фізичний рушій PhysX SDK є на даний момент єдиною технологією з підтримкою апаратного прискорення.
3 грудня 2018 року PhysX став відкритим вихідним кодом за ліцензією BSD із трьох пунктів, але ця зміна стосувалась лише комп’ютерних і мобільних платформ.
Хоча PhysX SDK розроблений для використання в комп'ютерних іграх, він може бути застосований і в інших додатках.

## APEX PhysX
APEX — високорівнева надбудова, яка за задумом NVIDIA повинна спростити впровадження PhysX в ігрові проекти і прискорити процес розробки. APEX дозволяє художникам і дизайнерам створювати фізичні ефекти при мінімальній участі програмістів. Замість низькорівневого API PhysX, розробнику надається набір інструментів для створення певних фізичних ефектів на базі готових APEX-модулів. Використання цих модулів забезпечується інтеграцією фреймвока APEX в ігрові рушії.

## Ігрові рушії
Ігрові рушії, що як фізичну компоненту використовують PhysX SDK:
- Unreal Engine 3
- Reality Engine
- Eclipse Engine
- Saber3D
- Trinigy Vision Engine 6.0
- 4A Engine
- NeoAxis Engine
- Unity
- Diesel Engine
- Torque 3D